# Kilgore (Texas)
Kilgore és una població dels Estats Units a l'estat de Texas. Segons el cens del 2006 tenia 12.067 habitants.

## Demografia
Segons el cens del 2000, Kilgore tenia 11.301 habitants, 4.403 habitatges, i 2.963 famílies. La densitat de població era de 283,5 habitants/km².
Dels 4.403 habitatges en un 30,2% hi vivien nens de menys de 18 anys, en un 50,5% hi vivien parelles casades, en un 12,6% dones solteres, i en un 32,7% no eren unitats familiars. En el 27,6% dels habitatges hi vivien persones soles el 13,6% de les quals corresponia a persones de 65 anys o més que vivien soles. El nombre mitjà de persones vivint en cada habitatge era de 2,48 i el nombre mitjà de persones que vivien en cada família era de 3,03.
Per edats la població es repartia de la següent manera: un 24,6% tenia menys de 18 anys, un 12,5% entre 18 i 24, un 26,2% entre 25 i 44, un 20,3% de 45 a 60 i un 16,5% 65 anys o més.
L'edat mediana era de 36 anys. Per cada 100 dones de 18 o més anys hi havia 91,1 homes.
La renda mediana per habitatge era de 33.910 $ i la renda mediana per família de 40.737 $. Els homes tenien una renda mediana de 31.575 $ mentre que les dones 20.149 $. La renda per capita de la població era de 16.314 $. Aproximadament el 9,7% de les famílies i el 13,8% de la població estaven per davall del llindar de pobresa.

## Poblacions més properes
El següent diagrama mostra les poblacions més properes.